# Luca Lotti
Luca Lotti (Empoli, 20 giugno 1982) è un politico italiano, ministro per lo Sport dal 12 dicembre 2016 al 1º giugno 2018 nel governo Gentiloni.
È stato Sottosegretario di Stato alla Presidenza del Consiglio dei ministri con delega all'informazione e all'editoria dal 28 febbraio 2014 12 dicembre 2016 nel governo Renzi e segretario del comitato interministeriale per la programmazione economica dal 28 febbraio 2014 al 1º giugno 2018 nei governi Renzi e Gentiloni.

## Biografia
Si è diplomato al liceo scientifico "Pontormo" di Empoli nel 2001, e si è laureato in scienze dell'amministrazione presso l'Istituto Cesare Alfieri dell'Università degli Studi di Firenze, con una tesi in "E-Government sui rapporti tra pubblica amministrazione e cittadino" nel 2006.
Membro di Azione Cattolica, allenatore di una squadra di calcio di bambini con un passato da giocatore sui campi dell'Eccellenza, dal 2004 fino al 2014 per due mandati è stato consigliere comunale di Montelupo Fiorentino, dove risiede, eletto nelle file de "La Margherita" di Francesco Rutelli.

### Amicizia con Matteo Renzi
A dicembre del 2005, il sindaco di Montelupo Fiorentino gli presenta l'allora Presidente della Provincia di Firenze Matteo Renzi, accompagnandolo poi alla Fiera della ceramica. Due giorni dopo Renzi lo chiama, offrendogli di lavorare nel suo staff e Lotti decide di accettare, nonostante abbia ricevuto un'offerta di lavoro da una banca toscana. Dal 17 luglio 2006 entra nello staff di Renzi, che a ottobre lo nomina capo dello stesso staff.
Nel 2009, dopo l'elezione di Renzi a sindaco di Firenze, segue Renzi al Comune di Firenze, diventando suo Capo di Gabinetto e responsabile della segreteria; si sposa con Cristina Mordini, ex dipendente comunale di sei anni più grande di lui e all'epoca impiegata proprio presso la segreteria del primo cittadino, diventando poi padre di Gherardo e Anita.
Nel 2012 coordina la campagna elettorale di Renzi per le primarie della coalizione di centro-sinistra "Italia. Bene Comune", che in quest'occasione non riuscirà a vincere e verranno vinte da Pier Luigi Bersani.

### Elezione a deputato
Alle elezioni politiche del 2013 viene candidato alla Camera dei deputati, tra le liste del Partito Democratico nella circoscrizione Toscana in quinta posizione, risultando eletto deputato. All'inizio della XVII legislatura della Repubblica è diventato l'uomo di fiducia di Renzi e alla guida della corrente "renziana" in Parlamento.
Il 5 giugno 2013 viene scelto come Responsabile degli enti locali del Partito Democratico nella nuova segreteria nazionale guidata dal "reggente" Guglielmo Epifani. Il successivo 9 dicembre diventa membro della segreteria nazionale del Partito Democratico, con a capo il nuovo segretario Renzi, con il ruolo di responsabile nazionale dell'organizzazione e coordinatore della segreteria.

### Sottosegretario alla Presidenza del Consiglio
Il 28 febbraio 2014 viene nominato dal Consiglio dei Ministri Sottosegretario di Stato alla Presidenza del Consiglio dei ministri con delega all'informazione e comunicazione del Governo e all'editoria nel governo Renzi, venendo anche nominato segretario del Comitato interministeriale per la programmazione economica (CIPE), da cui passano i principali progetti infrastrutturali dell'Italia, e responsabile della commemorazioni del centenario della prima guerra mondiale.
Nel corso della presidenza di Renzi figura come membro del cosiddetto "Giglio magico", gruppo ristretto di persone di fiducia che attorniavano Renzi.

### Ministro per lo sport
Il 12 dicembre 2016 giura nelle mani del Presidente della Repubblica Sergio Mattarella come ministro per lo sport nel nuovo governo presieduto da Paolo Gentiloni. La scelta di istituire di nuovo il ministero dello Sport, e soprattutto la sua nomina è stata accolta con grande entusiasmo dalle federazioni sportive come CONI, FIGC e molte altre.
Il 15 marzo 2017 il Senato della Repubblica respinge con 52 sì, 161 no e 2 astenuti una mozione di sfiducia nei suoi confronti, presentata dal Movimento 5 Stelle per il suo coinvolgimento in un'inchiesta su appalti Consip.
Alle politiche del 2018 viene ricandidato alla Camera nel collegio uninominale Toscana - 04 (Empoli), sostenuto dalla coalizione dl centro-sinistra in quota PD, venendo rieletto con il 40,49% dei voti contro i candidati del centro-destra, in quota Lega, Sonia Ciraolo (26,52%) e del Movimento 5 Stelle Renato Scalia (23,66%).

### Scandalo Palamara e autosospensione dal PD
In vista delle primarie del PD del 2019 Lotti sostiene la mozione del segretario uscente Maurizio Martina, ex ministro delle politiche agricole nei governi Renzi e Gentiloni e rappresentante l'area "filo-renziana" del partito, che risulterà perdente arrivando secondo con il 22% dei voti dietro a Nicola Zingaretti (66%).
Il 14 giugno 2019, in seguito al suo coinvolgimento nello scandalo all'interno del CSM riguardante l'inchiesta per corruzione su Luca Palamara (presidente dell'Associazione Nazionale Magistrati dal 2008 al 2012) sulle procure, si autosospende dal Partito Democratico. Nel settembre 2019 sceglie, a sorpresa, di non seguire Matteo Renzi nella fondazione del nuovo partito centrista e liberale Italia Viva.
Il 16 gennaio 2022 annuncia di tornare a prendere parte alle iniziative del PD, ponendo fine alla sua autosospensione.

### Mancata ricandidatura e fuori dal Parlamento
Non viene ricandidato in Parlamento dal PD alle elezioni politiche anticipate del 2022. A novembre diventa consulente esterno dell'Empoli curando i rapporti istituzionali con Lega Calcio e FIGC della squadra di calcio della sua città natale. Inoltre è advisor per alcune aziende.
Alle primarie del PD del 2023 sostiene, assieme a "Base Riformista", la candidatura di Stefano Bonaccini, presidente della Regione Emilia-Romagna, ma viene sconfitto dalla deputata del PD Elly Schlein, con la quale nei giorni precedenti alle votazioni aperte si è scontrato.

## Procedimenti giudiziari

### Inchiesta sugli appalti Consip
A dicembre 2016 Lotti risulta indagato per favoreggiamento e rivelazione di segreto istruttorio in un'inchiesta su appalti Consip condotta dai PM di Napoli. Il 15 marzo 2017 il Senato respinge una mozione di sfiducia presentata dal Movimento 5 Stelle nei suoi confronti per questa circostanza.
In ottobre 2018 il GIP richiede il rinvio a giudizio di Lotti per favoreggiamento e in ottobre 2019 viene rinviato a giudizio.
A luglio 2020, Lotti viene rinviato a giudizio, assieme al generale dei Carabinieri Emanuele Saltalamacchia, anche per il reato di rivelazione di segreto d'ufficio e il 13 ottobre 2020 inizia il processo. Nella stessa data viene a crearsi un unico procedimento penale che riunisce anche il precedente filone relativo al favoreggiamento.
L'11 marzo 2024 viene assolto con le formule il fatto non sussiste e il fatto non costituisce reato insieme ad altri sette imputati, tra i quali il padre di Matteo Renzi e Italo Bocchino; per Lotti il PM chiedeva un anno di reclusione.

### Nomine dei procuratori della Repubblica
Secondo la procura di Perugia, nel maggio 2019 si sarebbero svolti numerosi incontri tra Luca Palamara, magistrato membro del CSM poi dimessosi in seguito a un'indagine per corruzione, e i deputati del Partito Democratico Cosimo Ferri e Lotti stesso per discutere la nomina del capo della procura di Roma, la quale ha chiesto il processo per Lotti.
La stessa procura di Perugia non precederà non ravvisando alcun tipo di reato.

### Inchiesta Open
Il 7 novembre 2020 viene iscritto nel registro degli indagati presso la procura di Firenze con l’accusa di finanziamento illecito ai partiti continuato attraverso la Fondazione Open insieme a Matteo Renzi, Maria Elena Boschi, l’avvocato Alberto Bianchi e l’imprenditore Marco Carrai, tutti membri del cosiddetto “Giglio Magico“ renziano. Ad essi viene contestato il finanziamento illecito continuato “perché in concorso tra loro, in esecuzione di un medesimo disegno criminoso (…) Bianchi, Carrai, Lotti e Boschi in quanto membri del consiglio direttivo della Fondazione Open riferibile a Renzi Matteo (e da lui diretta), articolazione politico- organizzativa del Partito Democratico (corrente renziana), ricevevano in violazione della normativa citata i seguenti contributi di denaro che i finanziatori consegnavano alla Fondazione Open: circa 670.000 euro nel 2012, 700.000 nel 2013, 1,1 milioni nel 2014, 450.000 nel 2015, 2,1 milioni nel 2016, 1 milione nel 2017 e 1,1 milioni nel 2018”.
Il 9 febbraio 2022 la procura di Firenze chiede il rinvio a giudizio di Lotti e altre 10 persone per l’inchiesta sulle presunte irregolarità nei finanziamenti alla Fondazione Open. 
Nel dicembre 2024 Lotti viene prosciolto dal GUP unitamente agli altri imputati.